# 18e étape du Tour de France 2007
Pour un article plus général, voir Tour de France 2007.
La 18e étape du Tour de France 2007 a lieu le 27 juillet. Le parcours de 210 kilomètres relie Cahors à Angoulême.

## Profil de l'étape
Le parcours ne présente pas de difficulté notable, avec seulement quatre côtes de 4e catégorie au début de l'étape.

## Récit

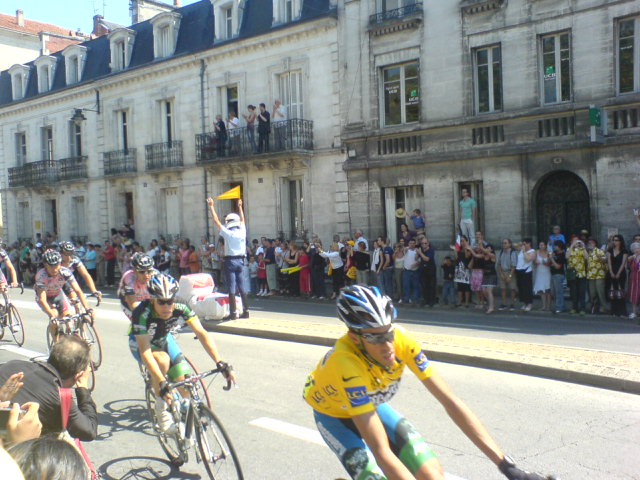
Passage à Périgueux ; au premier plan, le maillot jaune, Alberto Contador

Le départ de la course a été assez mouvementé. Plusieurs attaques se sont succédé jusqu'à ce qu'une échappée décisive, menée d'abord par deux coureurs, Laurent Lefèvre (Bouygues Telecom) et Michael Boogerd (Rabobank). Ils sont rapidement rejoints par Sandy Casar (Française des jeux) et Frederik Willems (Liquigas). Sandy Casar et Frederik Willems sont victimes d'une chute à la suite d'une collision avec un labrador noir qui traversait la route. Sandy Casar parvient à rejoindre à nouveau la tête de course en compagnie de Axel Merckx (T-Mobile). Les échappés comptent alors jusqu'à seize minutes d'avance à la mi-course. C'est finalement le Français Sandy Casar qui l'emporte au sprint devant ses trois compagnons d'échappée.
Le leader Alberto Contador (Discovery Channel) arrive avec le peloton à 8 min 37 s du vainqueur de l'étape et conserve son maillot jaune mais perd 3" sur Cadel Evans, deuxième, à la suite d'une cassure dans le peloton.

## Classement de l'étape
| \| Classement de l'étape \| Classement de l'étape \| Classement de l'étape \| Classement de l'étape \| Classement de l'étape \| \| Coureur \| Coureur \| Pays \| Équipe \| Temps \| \| --------------------- \| --------------------- \| --------------------- \| --------------------- \| --------------------- \| \| 1er \| Sandy Casar \| France \| La Française des jeux \| 5 h 13 min 31 s \| \| 2e \| Axel Merckx \| Belgique \| T-Mobile \| + 1 s \| \| 3e \| Laurent Lefèvre \| France \| Bouygues Telecom \| + 1 s \| \| 4e \| Michael Boogerd \| Pays-Bas \| Rabobank \| + 1 s \| \| 5e \| Tom Boonen \| Belgique \| Quick Step-Innergetic \| + 8 min 34 s \| \| 6e \| Robert Hunter \| Afrique du Sud \| Barloworld \| + 8 min 34 s \| \| 7e \| Erik Zabel \| Allemagne \| Team Milram \| + 8 min 34 s \| \| 8e \| Sébastien Chavanel \| France \| La Française des jeux \| + 8 min 34 s \| \| 9e \| Bernhard Eisel \| Autriche \| T-Mobile \| + 8 min 34 s \| \| 10e \| Thor Hushovd \| Norvège \| Crédit Agricole \| + 8 min 34 s \| |                    |                |                       |                 |
| |                    |                |                       |                 |
| |                    |                |                       |                 |
| Classement de l'étape |                    |                |                       |                 |
| Coureur | Coureur            | Pays           | Équipe                | Temps           |
| 1er | Sandy Casar        | France         | La Française des jeux | 5 h 13 min 31 s |
| 2e | Axel Merckx        | Belgique       | T-Mobile              | + 1 s           |
| 3e | Laurent Lefèvre    | France         | Bouygues Telecom      | + 1 s           |
| 4e | Michael Boogerd    | Pays-Bas       | Rabobank              | + 1 s           |
| 5e | Tom Boonen         | Belgique       | Quick Step-Innergetic | + 8 min 34 s    |
| 6e | Robert Hunter      | Afrique du Sud | Barloworld            | + 8 min 34 s    |
| 7e | Erik Zabel         | Allemagne      | Team Milram           | + 8 min 34 s    |
| 8e | Sébastien Chavanel | France         | La Française des jeux | + 8 min 34 s    |
| 9e | Bernhard Eisel     | Autriche       | T-Mobile              | + 8 min 34 s    |
| 10e | Thor Hushovd       | Norvège        | Crédit Agricole       | + 8 min 34 s    |

## Classement général
Pas ou peu de changement au classement général après cette étape de plat. L'Espagnol Alberto Contador (Discovery Channel) porte porte le maillot jaune de leader mais a perdu trois secondes sur son dauphin, l'Australien Cadel Evans (Predictor-Lotto), à la suite d'une petite cassure à la fin de l'étape. L'Américain Levi Leipheimer (Discovery Channel) est toujours pointé à la troisième place.
L'Américain Levi Leipheimer, 3e du classement général, est disqualifié en 2012 pour ses pratiques dopantes entre 1999 et 2007 et apparait donc rayé dans le classement si dessous.
| \| Classement général \| Classement général \| Classement général \| Classement général \| Classement général \| \| Coureur \| Coureur \| Pays \| Équipe \| Temps \| \| ------------------ \| ------------------ \| ------------------ \| ------------------ \| ------------------ \| \| 1er \| Alberto Contador \| Espagne \| Discovery Channel \| 86 h 04 min 16 s \| \| 2e \| Cadel Evans \| Australie \| Predictor-Lotto \| + 1 min 50 s \| \| 3e \| Levi Leipheimer \| États-Unis \| Discovery Channel \| DQ \| \| 4e \| Carlos Sastre \| Espagne \| CSC \| + 6 min 02 s \| \| 5e \| Haimar Zubeldia \| Espagne \| Euskaltel-Euskadi \| + 6 min 29 s \| \| 6e \| Alejandro Valverde \| Espagne \| Caisse d'Épargne \| + 10 min 18 s \| \| 7e \| Kim Kirchen \| Luxembourg \| T-Mobile \| + 11 min 36 s \| \| 8e \| Yaroslav Popovych \| Ukraine \| Discovery Channel \| + 12 min 47 s \| \| 9e \| Mauricio Soler \| Colombie \| Barloworld \| + 13 min 31 s \| \| 10e \| Mikel Astarloza \| Espagne \| Euskaltel-Euskadi \| + 13 min 42 s \| |                    |            |                   |                  |
| |                    |            |                   |                  |
| |                    |            |                   |                  |
| Classement général |                    |            |                   |                  |
| Coureur | Coureur            | Pays       | Équipe            | Temps            |
| 1er | Alberto Contador   | Espagne    | Discovery Channel | 86 h 04 min 16 s |
| 2e | Cadel Evans        | Australie  | Predictor-Lotto   | + 1 min 50 s     |
| 3e | Levi Leipheimer    | États-Unis | Discovery Channel | DQ               |
| 4e | Carlos Sastre      | Espagne    | CSC               | + 6 min 02 s     |
| 5e | Haimar Zubeldia    | Espagne    | Euskaltel-Euskadi | + 6 min 29 s     |
| 6e | Alejandro Valverde | Espagne    | Caisse d'Épargne  | + 10 min 18 s    |
| 7e | Kim Kirchen        | Luxembourg | T-Mobile          | + 11 min 36 s    |
| 8e | Yaroslav Popovych  | Ukraine    | Discovery Channel | + 12 min 47 s    |
| 9e | Mauricio Soler     | Colombie   | Barloworld        | + 13 min 31 s    |
| 10e | Mikel Astarloza    | Espagne    | Euskaltel-Euskadi | + 13 min 42 s    |

## Classements annexes
| Classement par points | Classement par points | Classement par points | Classement par points | Classement par points |
| Coureur               | Coureur               | Pays                  | Équipe                | Points                |
| --------------------- | --------------------- | --------------------- | --------------------- | --------------------- |
| 1er                   | Tom Boonen            | Belgique              | Quick Step-Innergetic | 234 pts               |
| 2e                    | Robert Hunter         | Afrique du Sud        | Barloworld            | 210 pts               |
| 3e                    | Erik Zabel            | Allemagne             | Team Milram           | 206 pts               |
| 4e                    | Sébastien Chavanel    | France                | La Française des jeux | 161 pts               |
| 5e                    | Thor Hushovd          | Norvège               | Crédit Agricole       | 156 pts               |

| Classement par points | Classement par points | Classement par points | Classement par points | Classement par points |
| Coureur               | Coureur               | Pays                  | Équipe                | Points                |
| --------------------- | --------------------- | --------------------- | --------------------- | --------------------- |
| 1er                   | Tom Boonen            | Belgique              | Quick Step-Innergetic | 234 pts               |
| 2e                    | Robert Hunter         | Afrique du Sud        | Barloworld            | 210 pts               |
| 3e                    | Erik Zabel            | Allemagne             | Team Milram           | 206 pts               |
| 4e                    | Sébastien Chavanel    | France                | La Française des jeux | 161 pts               |
| 5e                    | Thor Hushovd          | Norvège               | Crédit Agricole       | 156 pts               |

| Classement de la montagne | Classement de la montagne | Classement de la montagne | Classement de la montagne | Classement de la montagne |
| Coureur                   | Coureur                   | Pays                      | Équipe                    | Points                    |
| ------------------------- | ------------------------- | ------------------------- | ------------------------- | ------------------------- |
| 1er                       | Mauricio Soler            | Colombie                  | Barloworld                | 206 pts                   |
| 2e                        | Alberto Contador          | Espagne                   | Discovery Channel         | 128 pts                   |
| 3e                        | Yaroslav Popovych         | Ukraine                   | Discovery Channel         | 104 pts                   |
| 4e                        | Cadel Evans               | Australie                 | Predictor-Lotto           | 92 pts                    |
| 5e                        | Laurent Lefèvre           | France                    | Bouygues Telecom          | 85 pts                    |

| Classement de la montagne | Classement de la montagne | Classement de la montagne | Classement de la montagne | Classement de la montagne |
| Coureur                   | Coureur                   | Pays                      | Équipe                    | Points                    |
| ------------------------- | ------------------------- | ------------------------- | ------------------------- | ------------------------- |
| 1er                       | Mauricio Soler            | Colombie                  | Barloworld                | 206 pts                   |
| 2e                        | Alberto Contador          | Espagne                   | Discovery Channel         | 128 pts                   |
| 3e                        | Yaroslav Popovych         | Ukraine                   | Discovery Channel         | 104 pts                   |
| 4e                        | Cadel Evans               | Australie                 | Predictor-Lotto           | 92 pts                    |
| 5e                        | Laurent Lefèvre           | France                    | Bouygues Telecom          | 85 pts                    |

| Classement du meilleur jeune | Classement du meilleur jeune | Classement du meilleur jeune | Classement du meilleur jeune | Classement du meilleur jeune |
| Coureur                      | Coureur                      | Pays                         | Équipe                       | Temps                        |
| ---------------------------- | ---------------------------- | ---------------------------- | ---------------------------- | ---------------------------- |
| 1er                          | Alberto Contador             | Espagne                      | Discovery Channel            | 86 h 04 min 16 s             |
| 2e                           | Mauricio Soler               | Colombie                     | Barloworld                   | + 13 min 31 s                |
| 3e                           | Amets Txurruka               | Espagne                      | Euskaltel-Euskadi            | + 45 min 54 s                |
| 4e                           | Bernhard Kohl                | Autriche                     | Gerolsteiner                 | + 1 h 01 min 07 s            |
| 5e                           | Kanstantsin Siutsou          | Biélorussie                  | Barloworld                   | + 1 h 01 min 57 s            |

| Classement du meilleur jeune | Classement du meilleur jeune | Classement du meilleur jeune | Classement du meilleur jeune | Classement du meilleur jeune |
| Coureur                      | Coureur                      | Pays                         | Équipe                       | Temps                        |
| ---------------------------- | ---------------------------- | ---------------------------- | ---------------------------- | ---------------------------- |
| 1er                          | Alberto Contador             | Espagne                      | Discovery Channel            | 86 h 04 min 16 s             |
| 2e                           | Mauricio Soler               | Colombie                     | Barloworld                   | + 13 min 31 s                |
| 3e                           | Amets Txurruka               | Espagne                      | Euskaltel-Euskadi            | + 45 min 54 s                |
| 4e                           | Bernhard Kohl                | Autriche                     | Gerolsteiner                 | + 1 h 01 min 07 s            |
| 5e                           | Kanstantsin Siutsou          | Biélorussie                  | Barloworld                   | + 1 h 01 min 57 s            |

| Classement par équipes | Classement par équipes | Classement par équipes | Classement par équipes |
| Équipe                 | Équipe                 | Pays                   | Temps                  |
| ---------------------- | ---------------------- | ---------------------- | ---------------------- |
| 1re                    | Discovery Channel      | États-Unis             | 258 h 27 min 02 s      |
| 2e                     | CSC                    | Danemark               | + 16 min 12 s          |
| 3e                     | Caisse d'Épargne       | Espagne                | + 16 min 51 s          |
| 4e                     | Rabobank               | Pays-Bas               | + 39 min 07 s          |
| 5e                     | Euskaltel-Euskadi      | Espagne                | + 39 min 07 s          |

| Classement par équipes | Classement par équipes | Classement par équipes | Classement par équipes |
| Équipe                 | Équipe                 | Pays                   | Temps                  |
| ---------------------- | ---------------------- | ---------------------- | ---------------------- |
| 1re                    | Discovery Channel      | États-Unis             | 258 h 27 min 02 s      |
| 2e                     | CSC                    | Danemark               | + 16 min 12 s          |
| 3e                     | Caisse d'Épargne       | Espagne                | + 16 min 51 s          |
| 4e                     | Rabobank               | Pays-Bas               | + 39 min 07 s          |
| 5e                     | Euskaltel-Euskadi      | Espagne                | + 39 min 07 s          |